# Marchenoir
Marchenoir és un municipi francès, situat al departament del Loir i Cher i a la regió de Centre – Vall del Loira. L'any 2007 tenia 687 habitants.

## Demografia

### Població
El 2007 la població de fet de Marchenoir era de 687 persones. Hi havia 226 famílies, de les quals 60 eren unipersonals (28 homes vivint sols i 32 dones vivint soles), 91 parelles sense fills, 71 parelles amb fills i 4 famílies monoparentals amb fills.
La població ha evolucionat segons el següent gràfic:
Habitants censats

### Habitatges
El 2007 hi havia 290 habitatges, 231 eren l'habitatge principal de la família, 32 eren segones residències i 27 estaven desocupats. 274 eren cases i 15 eren apartaments. Dels 231 habitatges principals, 163 estaven ocupats pels seus propietaris, 56 estaven llogats i ocupats pels llogaters i 13 estaven cedits a títol gratuït; 3 tenien una cambra, 10 en tenien dues, 32 en tenien tres, 82 en tenien quatre i 104 en tenien cinc o més. 169 habitatges disposaven pel capbaix d'una plaça de pàrquing. A 108 habitatges hi havia un automòbil i a 100 n'hi havia dos o més.

### Piràmide de població
La piràmide de població per edats i sexe el 2009 era:
| Homes | Edats   | Dones |
| ----- | ------- | ----- |
| 0     | 95 o +  | 20    |
| 8     | 90 a 94 | 20    |
| 20    | 85 a 89 | 28    |
| 12    | 80 a 84 | 12    |
| 8     | 75 a 79 | 28    |
| 16    | 70 a 74 | 12    |
| 40    | 65 a 69 | 20    |
| 12    | 60 a 64 | 20    |
| 12    | 55 a 59 | 12    |
| 12    | 50 a 54 | 12    |
| 8     | 45 a 49 | 24    |
| 8     | 40 a 44 | 4     |
| 24    | 35 a 39 | 16    |
| 28    | 30 a 34 | 32    |
| 12    | 25 a 29 | 12    |
| 16    | 20 a 24 | 4     |
| 4     | 15 a 19 | 12    |
| 20    | 10 a 14 | 4     |
| 28    | 5 a 9   | 12    |
| 20    | 0 a 4   | 16    |

## Economia
El 2007 la població en edat de treballar era de 344 persones, 241 eren actives i 103 eren inactives. De les 241 persones actives 213 estaven ocupades (123 homes i 90 dones) i 28 estaven aturades (11 homes i 17 dones). De les 103 persones inactives 35 estaven jubilades, 27 estaven estudiant i 41 estaven classificades com a «altres inactius».

### Ingressos
El 2009 a Marchenoir hi havia 236 unitats fiscals que integraven 563,5 persones, la mediana anual d'ingressos fiscals per persona era de 17.349 €.

### Activitats econòmiques
Dels 27 establiments que hi havia el 2007, 1 era d'una empresa alimentària, 1 d'una empresa de fabricació d'altres productes industrials, 5 d'empreses de construcció, 7 d'empreses de comerç i reparació d'automòbils, 2 d'empreses de transport, 1 d'una empresa d'hostatgeria i restauració, 4 d'empreses financeres, 1 d'una empresa de serveis, 2 d'entitats de l'administració pública i 3 d'empreses classificades com a «altres activitats de serveis».
Dels 12 establiments de servei als particulars que hi havia el 2009, 1 era una oficina d'administració d'Hisenda pública, 1 gendarmeria, 1 oficina de correu, 1 una oficina bancària, 1 paleta, 1 guixaire pintor, 3 fusteries, 2 perruqueries i 1 restaurant.
Dels 3 establiments comercials que hi havia el 2009, 1 era un hipermercat, 1 una botiga de menys de 120 m² i 1 una botiga de roba.
L'any 2000 a Marchenoir hi havia 6 explotacions agrícoles.

## Equipaments sanitaris i escolars
El 2009 hi havia 1 hospital de tractaments de curta durada, 1 hospital de tractaments de mitja durada (seguiment i rehabilitació i 1 farmàcia.
El 2009 hi havia una escola elemental integrada dins d'un grup escolar amb les comunes properes formant una escola dispersa.

## Poblacions més properes
El següent diagrama mostra les poblacions més properes.